# Mount Ware, Kanada
Mount Ware är ett berg i provinsen Alberta i Kanada.   Toppen på Mount Ware är 2 127 meter över havet.